# Орфей (сорт грозде)
Вижте пояснителната страница за други значения на Орфей.
Орфей е бял винен сорт грозде, селектиран във ВСИ „Васил Коларов“, гр.Пловдив чрез кръстосване на сортовете Мискет червен и Пино ноар. Известен е и с името Хибрид IV-9/8.
Среднозреещ сорт. Лозите се отличават със силен растеж, висока родовитост и добивност. Сортът е устойчив на ниски температури и гъбични заболявания.
Гроздът е средно голям (135 г.), коничен или цилиндричен, крилат, много плътен. Зърната са средни (1,6 г.), закръглени, сочни, сладки, с приятен вкус и лек мискетов аромат. Кожицата е средно дебела, плътна, жълто-зелена с лек розов оттенък при презряване.
Съдържан 21 – 24 % захари и 7 г./л. киселини. Сортовите вина се отличават с високо алкохолно съдържание, хармоничен вкус и лек мискетов аромат.